# Arizonasaurus
Arizonasaurus là một chi archosauria của họ Ctenosauriscidae sống vào thời kỳ Trung Trias (243 triệu năm trước).